# Большая Кетьмукса
Большая Кетьмукса — река в России, протекает по Беломорскому району Карелии.
Вытекает из Кетькозера, течёт по незаселённой болотистой местности.
Впадает в Белое море в 7 км юго-восточнее Беломорска, в ста метрах западнее в море впадает Малая Кетьмукса. Длина реки составляет 22 км, площадь водосборного бассейна 113 км².
В нижнем течении через реку перекинут автомобильный мост и железнодорожный на линии Беломорск — Обозерская.
Притоки (от устья к истоку):
- Берёзовый (правый)
- Берестяной (правый)

## Данные водного реестра
По данным государственного водного реестра России относится к Баренцево-Беломорскому бассейновому округу, водохозяйственный участок реки — реки бассейна Онежской губы от южной границы бассейна реки Кемь до западной границы бассейна реки Унежма, без реки Нижний Выг. Речной бассейн реки — бассейны рек Кольского полуострова и Карелии, впадает в Белое море.
Код объекта в государственном водном реестре — 02020001412102000006917.

## Фотографии
|  |  |